# 科爾法克斯鎮區 (愛荷華州達拉斯縣)
科爾法克斯鎮區（英語：Colfax Township）是位於美國愛荷華州達拉斯縣的一個行政鎮區。

## 地方資料
根據2010年美國人口普查的數據，科爾法克斯鎮區的面積為94.90平方千米，當中陸地面積為94.90平方千米，而水域面積為0.00平方千米。當地共有人口403人，而人口密度為每平方千米4.25人。